# Selenograd
Selenograd (russisch Зеленогра́д, wörtlich: „Grünstadt“) ist einer von zwölf Moskauer Verwaltungsbezirken (Okrugs), geographisch aber ein eigenständiges städtisches Siedlungsgebiet. Es bildet eine Enklave innerhalb der Oblast Moskau. Selenograd liegt rund 37 km nordwestlich des Moskauer Stadtzentrums, außerhalb des Autobahnrings, und hat
221.712 Einwohner (Stand 14. Oktober 2010).

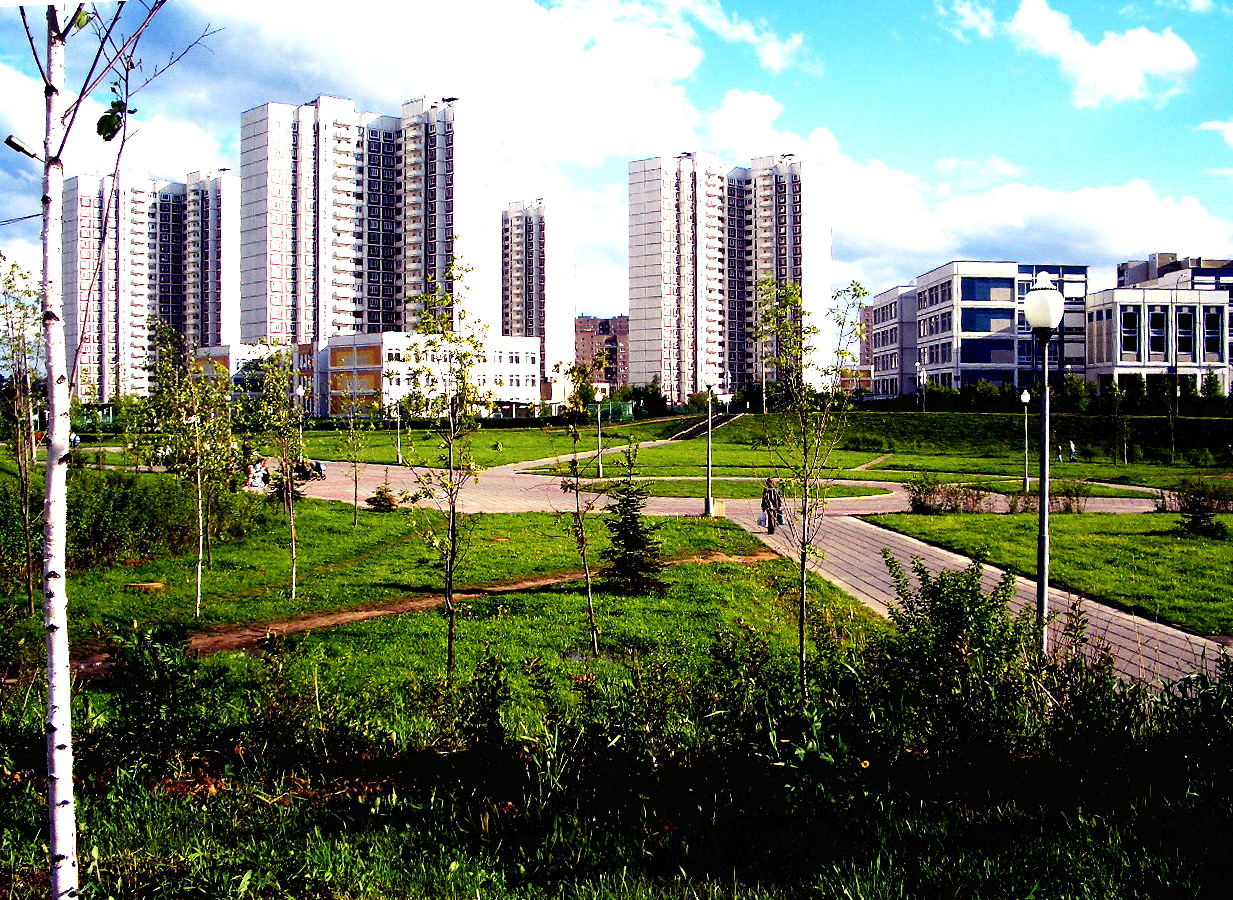
Ein Wohngebiet in Selenograd (Stadtteil Krjukowo)

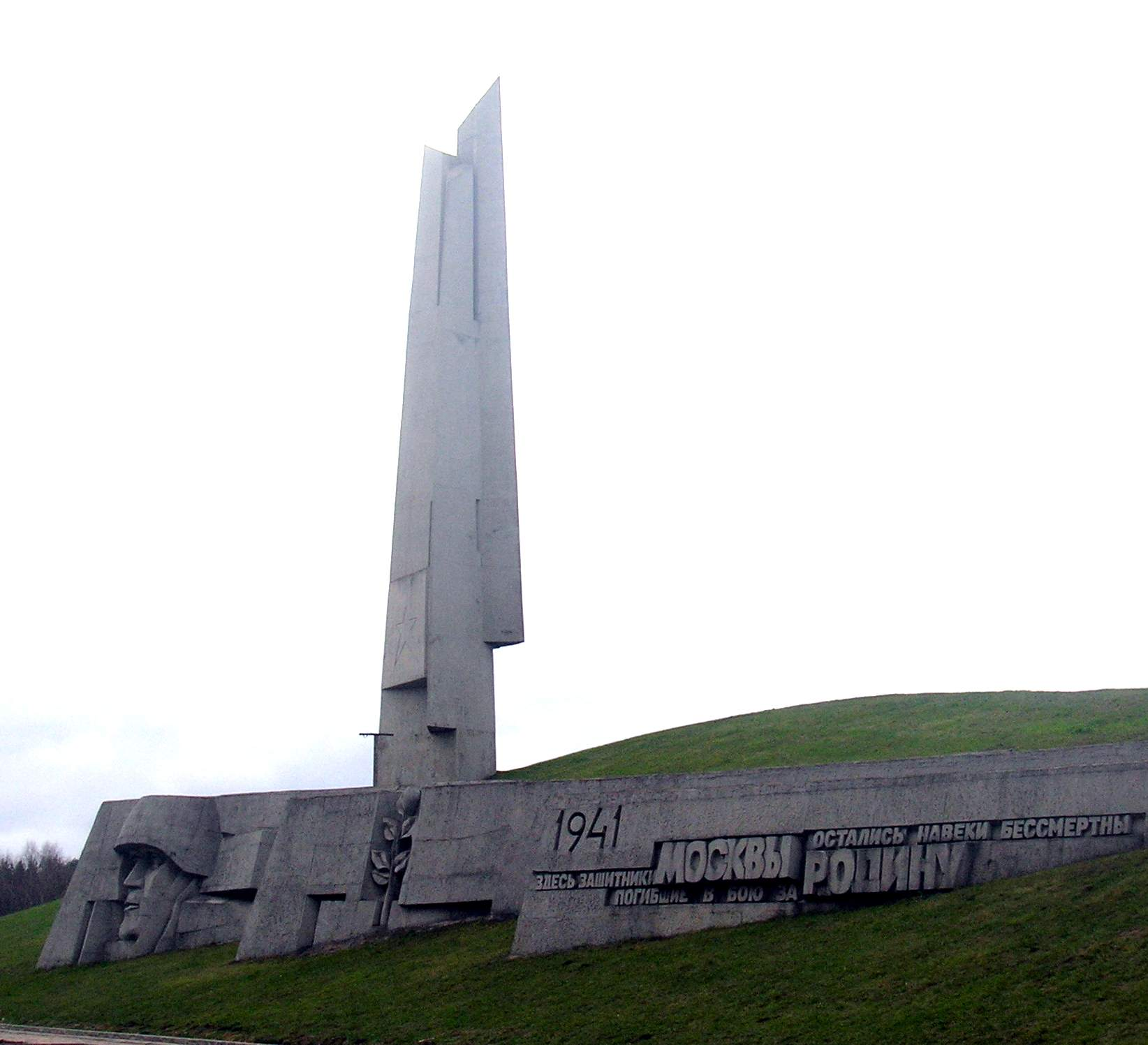
„Bajonette“ – Mahnmal für Helden des Zweiten Weltkriegs

Selenograd gilt als „russisches Silicon Valley“. Es wurde ab 1958 als „Sozialistische Stadt“ auf einem bis dahin bewaldeten Gebiet erbaut, erhielt 1963 die Stadtrechte und war bis 1991, als es Verwaltungsbezirk von Moskau wurde, für ausländische Besucher unzugänglich. In Selenograd wurden die bedeutendsten Mikrochip- und Laser- sowie Mikro- und Nanoelektronik-Produktionsstätten der Sowjetunion errichtet. Mehrere Forschungsinstitute haben ebenfalls ihren Sitz hier, so vor allem die Nationale Forschungsuniversität für Elektronische Technologie (MIET). Das Unternehmen Sitronics wurde in Selenograd gegründet und unterhält eine Produktionsstätte vor Ort und mehrere Tochtergesellschaften der staatlichen Roselektronika haben ihren Sitz in Selenograd. Außerdem ist Selenograd Sitz einer wichtigen Wirtschaftshochschule, der MSABA mit einem eigenen Hochschulinkubator.
Im südwestlichen Teil von Selenograd liegt der Ortsteil Krjukowo an Stelle des gleichnamigen Dorfes, das 1941 eine wichtige Rolle in der Schlacht um Moskau spielte, da hier die deutsche Wehrmacht beim Vormarsch auf die Hauptstadt auf heftigen Widerstand stieß und gestoppt werden konnte. Etwas östlich von Selenograd befindet sich der Moskauer Flughafen Scheremetjewo. Selenograd ist an die Autobahn Moskau–Twer–Sankt Petersburg ebenso angeschlossen wie an die entsprechende Bahnlinie.
Bevölkerungsentwicklung
| Jahr | Einwohner |
| ---- | --------- |
| 1970 | 72.599    |
| 1979 | 129.820   |
| 1989 | 158.294   |
| 2002 | 215.727   |
| 2010 | 221.712   |
| 2012 | 223.584   |
| 2013 | 226.477   |
| 2014 | 229.926   |
| 2015 | 232.489   |
| 2016 | 237.897   |
| 2017 | 239.861   |

Anmerkung: Volkszählungsdaten
Der Verwaltungsbezirk gliedert sich in die fünf Rajons Krjukowo, Matuschkino, Sawjolki, Silino und Staroje Krjukowo.

## Städtepartnerschaften
- Tulsa (Vereinigte Staaten)
- Unterschleißheim (Deutschland)

## Söhne und Töchter von Selenograd
- Marija Pewtschich (* 1987), Journalistin und Bürgerrechtlerin
- Matwei Jelissejew (* 1993), Biathlet